# Pingyi
Pingyi är ett härad som lyder under Linyis stad på prefekturnivå i Shandong-provinsen i norra Kina.